# Águas de Lindóia

Vị trí Águas de Lindóia trong bản đồ bang São Paulo

Águas de Lindóia là một đô thị ở bang São Paulo, Brasil. Thành phố này có dân số (năm 2007) là 15.867 người, diện tích là 60 km², mật độ dân số 320,7 người/km². Đô thị Águas de Lindóia nằm ở khu vực có độ cao 945 m trên mực nước biển, cách thủ phủ bang São Paulo 170 km. Águas de Lindóia nằm ở khu vực khí hậu bán nhiệt đới. Theo điều tra năm 2000, đô thị này có chỉ số phát triển con người 0,807. 
Kinh tế của đô thị này chủ yếu là du lịch và thương mại. Giáo phận Amparo đóng tại đô thị này.
Đô thị này giáp các đô thị: Lindóia, Itapira, Socorro và Monte Sião-MG